# 村山站 (長野縣)
村山站（日语：／ Murayama eki */?）是位於長野縣須坂市大字高梨，長野電鐵的長野線車站。車站編號為N11。

## 歷史
- 1926年（大正15年）
  - 6月28日 - 長野電氣鐵道車站啟用[1]。
  - 9月30日 - 河東鐵道與長野電氣鐵道合併，長野電鐵成立。
- 1953年（昭和28年）9月15日 - 隨著新設列車交會設備。此站變為停車場。
- 1970年（昭和45年）9月1日 - 結束貨物業務。
- 2009年（平成21年）10月1日 - 隨著使用人次減少，此站成為無人車站[1]。

## 車站構造
車站是一座地面車站，設有1面2線島式月台。在車站啟用當初，車站位於現址靠近長野一方，當時設有1面1線的月台和車站大樓。後來由於增設列車交會設備，車站遷至現地。此站曾經此站是有人車站，現時為無人車站。
由於站內平交道的設計，列車會靠右進站。

### 月台
| 月台         | 路線    | 上下行 | 方向               |
| ------------ | ------- | ------ | ------------------ |
| 靠近車站大樓 | ■長野線 | 下行   | 須坂、信州中野方向 |
| 車站大樓對面 | ■長野線 | 上行   | 權堂、長野方向     |

在旅客資訊上沒有編排月台編號。

## 使用狀況
以下為近年1日平均乘車人次變化。
| 年度   | 一日平均 乘車人次 |
| ------ | ----------------- |
| 2007年 | 368               |
| 2008年 | 346               |
| 2009年 | 300               |
| 2010年 | 298               |
| 2011年 | 322               |
| 2012年 | 350               |
| 2013年 | 339               |
| 2014年 | 366               |
| 2015年 | 381               |
| 2016年 | 388               |
| 2017年 | 375               |
| 2018年 | 356               |
| 2019年 | 340               |

## 車站周邊
- 國道406號（日语：国道406号）
  - 村山橋（日语：村山橋）[1]
- 千曲川[1]
- 明治產業（日语：明治産業）（明治集團公司）
- 上信越自動車道須坂巴士站（日语：須坂バスストップ）（約450米）

## 巴士路線
站前廣場設有長電巴士村山站巴士站，但是沒有巴士路線駛入此站。
相之島線（須坂站 - 村山站）曾經駛入此站，後來隨著試行須坂市市民巴士，於2009年（平成21年）9月30日一度取消。後來，在2012年（平成24年）4月1日屋代線（鐵路線）廢止，開設了屋代線廢止替代巴士。部分班次綿內村山線（綿內站 - 村山站，1日2往返班次）駛入此站，該系統最後在2013年（平成25年）9月30日後便取消。

## 相鄰車站
長野電鐵
■長野線
■A特急、■B特急
通過
■普通
柳原（N10）－村山（N11）－日野（N12）

## 注腳
1. 1 2 3 4 5 6 7 8 9 10 11  信濃毎日新聞社出版部. . 信濃毎日新聞社. 2011-07-24: 275. ISBN 9784784071647 （日语）.
2. ↑  《須坂市之統計》各年度版。

## 外部連結
- 村山站｜各站資訊 （页面存档备份，存于）（日語） - 長野電鐵